# Asahi Pentax
Asahi Pentax — торговое название однообъективных зеркальных фотоаппаратов с крышеобразной пентапризмой, выпускавшихся японской компанией Asahi optical. Это же название носило малоформатное семейство, пришедшее в 1957 году на смену фотоаппаратам Asahiflex, а также его базовая модель, производившаяся с незначительными изменениями с мая 1957 по март 1958 года.

## Историческая справка
Прототип камеры под названием Pentaprism Asahiflex был представлен в 1954 году на ежегодной японской фотоярмарке. Название выпущенного три года спустя фотоаппарата также состояло из двух слов Asahi Pentax, последнее из которых является одним из двух вариантов комбинации слов «Pentaprism» и «Contax», принадлежавших Дрезденской компании VEB Zeiss-Ikon. Вторая вариация Pentacon в дальнейшем использовалась восточногерманскими предприятиями, а название Pentax в 1954 году было продано компании Asahi Optical.
Новая камера стала первым в Японии зеркальным фотоаппаратом с пентапризмой, появившейся в Европе ещё в 1949 году. По совершенству и совокупности ставших в скором будущем общепринятыми устройств, Asahi Pentax опередил двух главных конкурентов Canonflex и Nikon F, выпущенных только в 1959 году. Впервые в одном корпусе совместно использованы пентапризма и зеркало постоянного визирования, которое внедрили в предыдущей камере Asahiflex II. В таком виде зеркальный фотоаппарат избавился от своих главных недостатков. Запуск производства был сопряжён с огромным финансовым риском: компания купила во Франции автоматический шлифовальный станок для массового выпуска пентапризм почти за 7 миллионов йен, что без малого втрое превышало основной капитал Asahi Optical.
Корпус камеры создан не на базе предыдущих Asahiflex, а заново. Фокальный затвор с горизонтальным ходом матерчатых шторок отрабатывал выдержки в диапазоне от 1/500 до целой секунды, а также ручную и длительную. Как и в предшественнице Asahiflex IIa, выдержки длиннее 1/25 секунды задавались не основным, а дополнительным диском на передней панели, по образцу классической Leica III. Сохранилась и пара синхроконтактов FP и X. Для рынка США первая камера семейства была маркирована как Tower 26 и продавалась международной торговой сетью «Сирс, Робак и Компания» (англ.  Sears, Roebuck and Company). Фотоаппарат комплектовался объективами Takumar 2/58, 2,2/55 или 2,4/58. Камера с маркировкой «Tower 26» продавалась только со штатным объективом Takumar 2,4/58.
Серийные номера выпускаемых камер были в диапазоне № 132501—154000. Всего выпущено 19 546 камер базовой модели Asahi Pentax. Из них: Asahi Pentax (AP) — 2646 штук, Tower 26 — 12000 штук, Asahi Pentax S — 4900 штук. Asahi Pentax был снят с производства в 1958 году, уступив место слегка обновлённой модели S.

## Влияние
Внедрённый стандарт крепления сменной оптики M42×1, пришедший на смену устаревшей резьбе М37, был заимствован у восточногерманских Contax-S и Praktica. Техническое совершенство и популярность Asahi Pentax и более поздних Spotmatic в дальнейшем способствовали распространению этого стандарта во всём мире, и за пределами Восточного блока он вскоре получил название «Универсальная резьба Pentax». Ещё две новинки, до сих пор встречавшиеся только в дальномерных фотоаппаратах — курок взвода и рулетка обратной перемотки — впервые появились именно в этой «зеркалке». Расположение и дизайн основных органов управления, использованные в этой камере, впоследствии на несколько десятилетий стали всеобщим стандартом для малоформатных зеркальных фотоаппаратов. Это касается, в первую очередь, верхнего расположения курка под правую руку при соответствующем направлении перемещения плёнки, и западающей кнопки обратной перемотки на нижней крышке. Памятка светочувствительности заряженной фотоплёнки на барабане под рулеткой впоследствии превратилась в соответствующий переключатель встроенного экспонометра большинства зеркальных камер, установленный таким же образом.